# Оленовка (Полтавская область)
Оленовка  (укр. Оленівка) — село,
Оленовский сельский совет,
Козельщинский район,
Полтавская область,
Украина.
Код КОАТУУ — 5322083701. Население по переписи 2001 года составляло 497 человек.
Является административным центром Оленовского сельского совета, в который, кроме того, входят сёла
Бригадировка,
Дзюбановка и
Калиновка.

## Географическое положение
Село Оленовка находится на левом берегу реки Волчья,
выше по течению на расстоянии в 1 км расположено село Кащевка,
ниже по течению на расстоянии в 0,5 км расположено село Черноглазовка,
на противоположном берегу — село Майорщина.
По селу протекает пересыхающий ручей с запрудой.
Рядом проходит автомобильная дорога М-22 (E 577) и
железная дорога, станция Куликовка.

## Экономика
- ЧП «Возрождение».

## Объекты социальной сферы
- Школа.

## Галерея

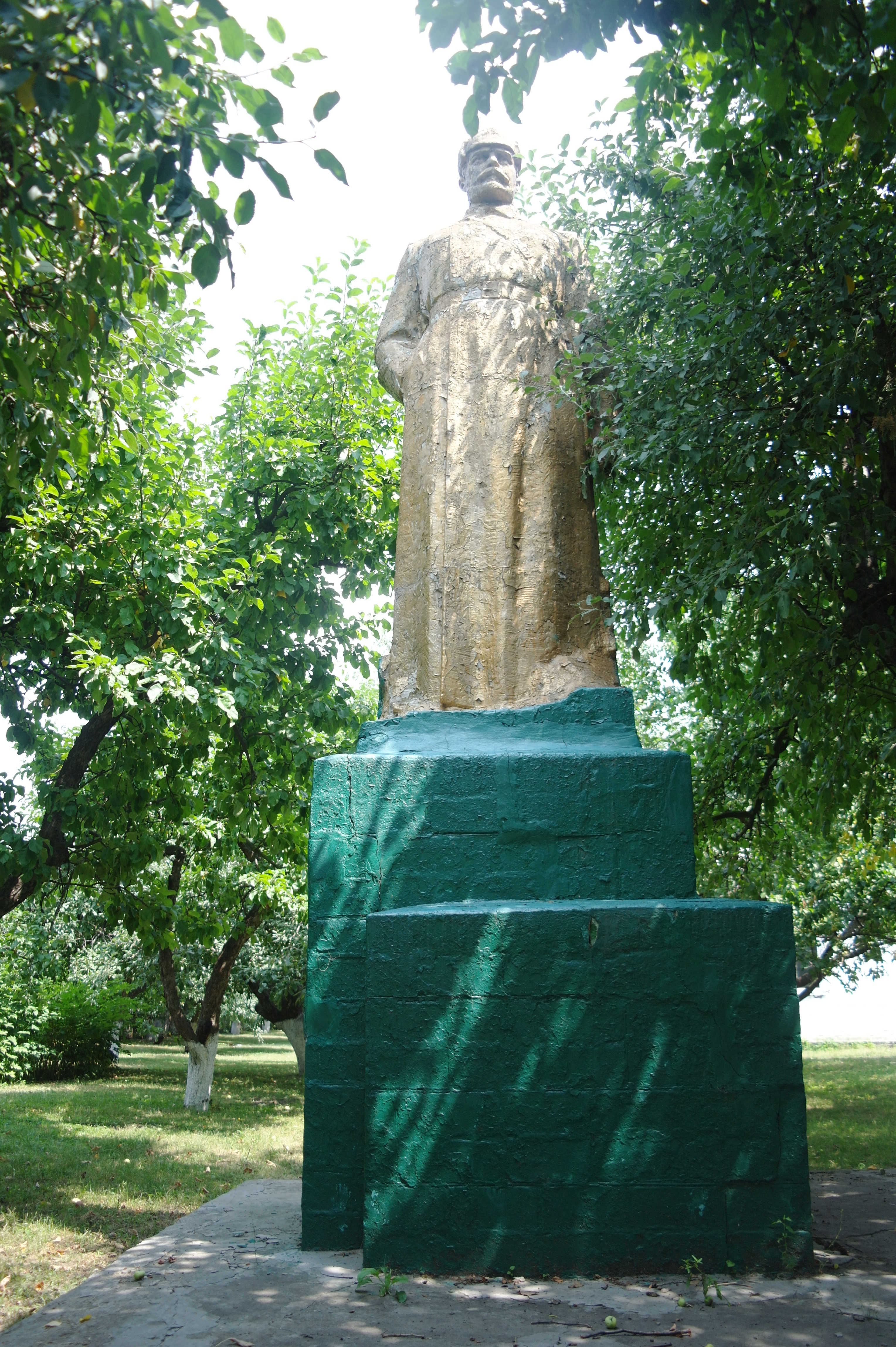
Памятник Фрунзе
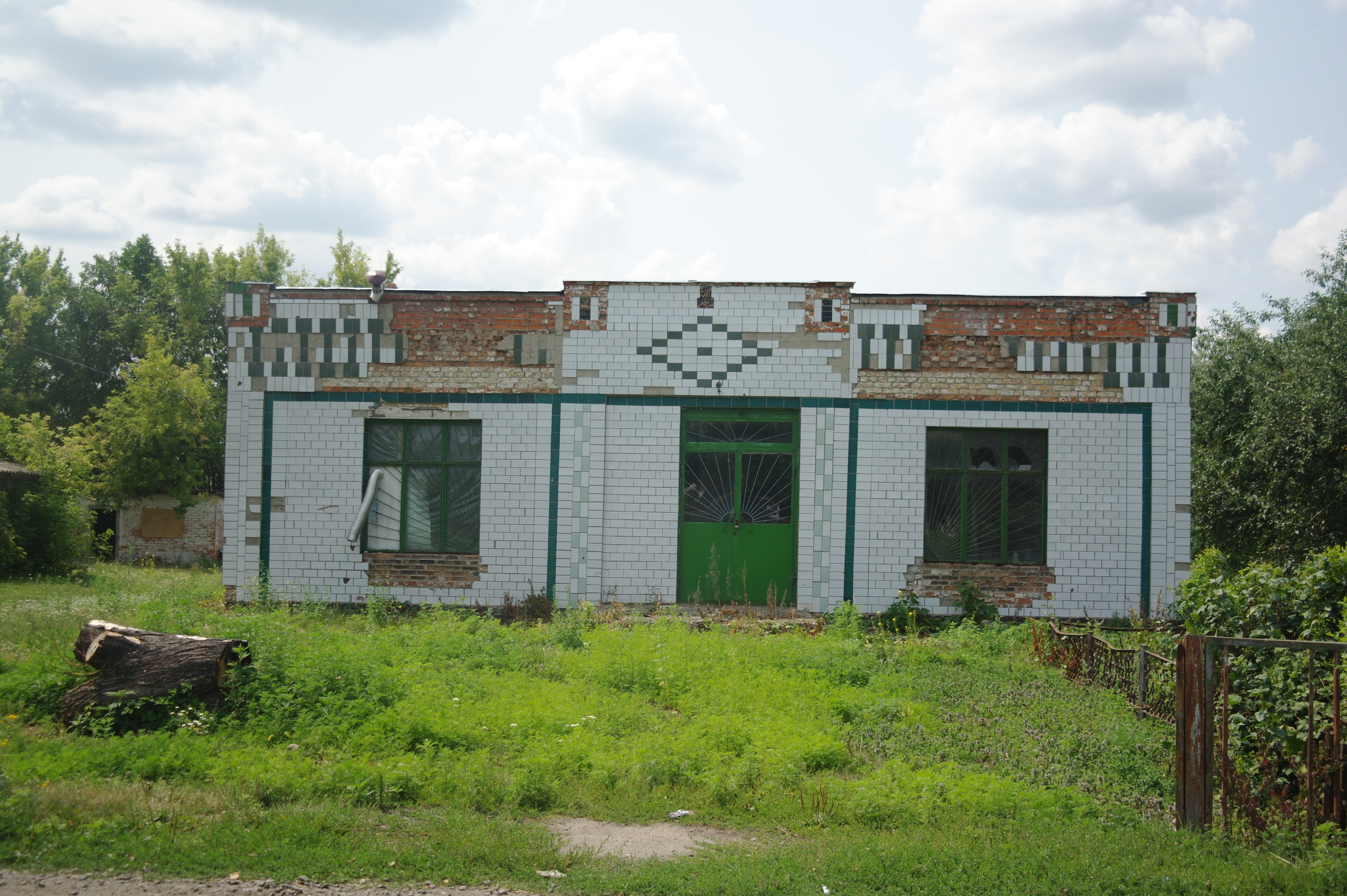
Старый магазин
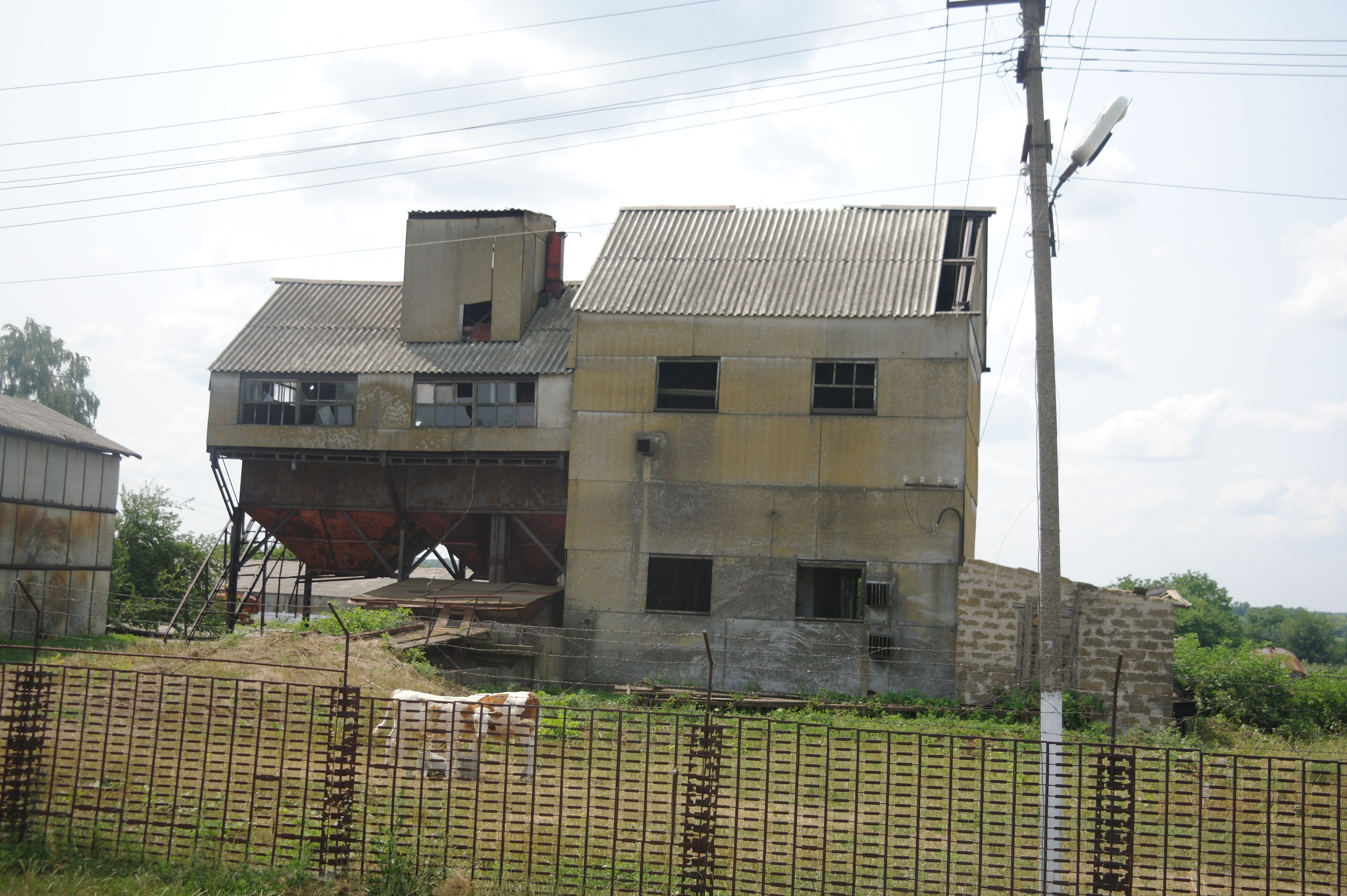
Сельское хозяйство
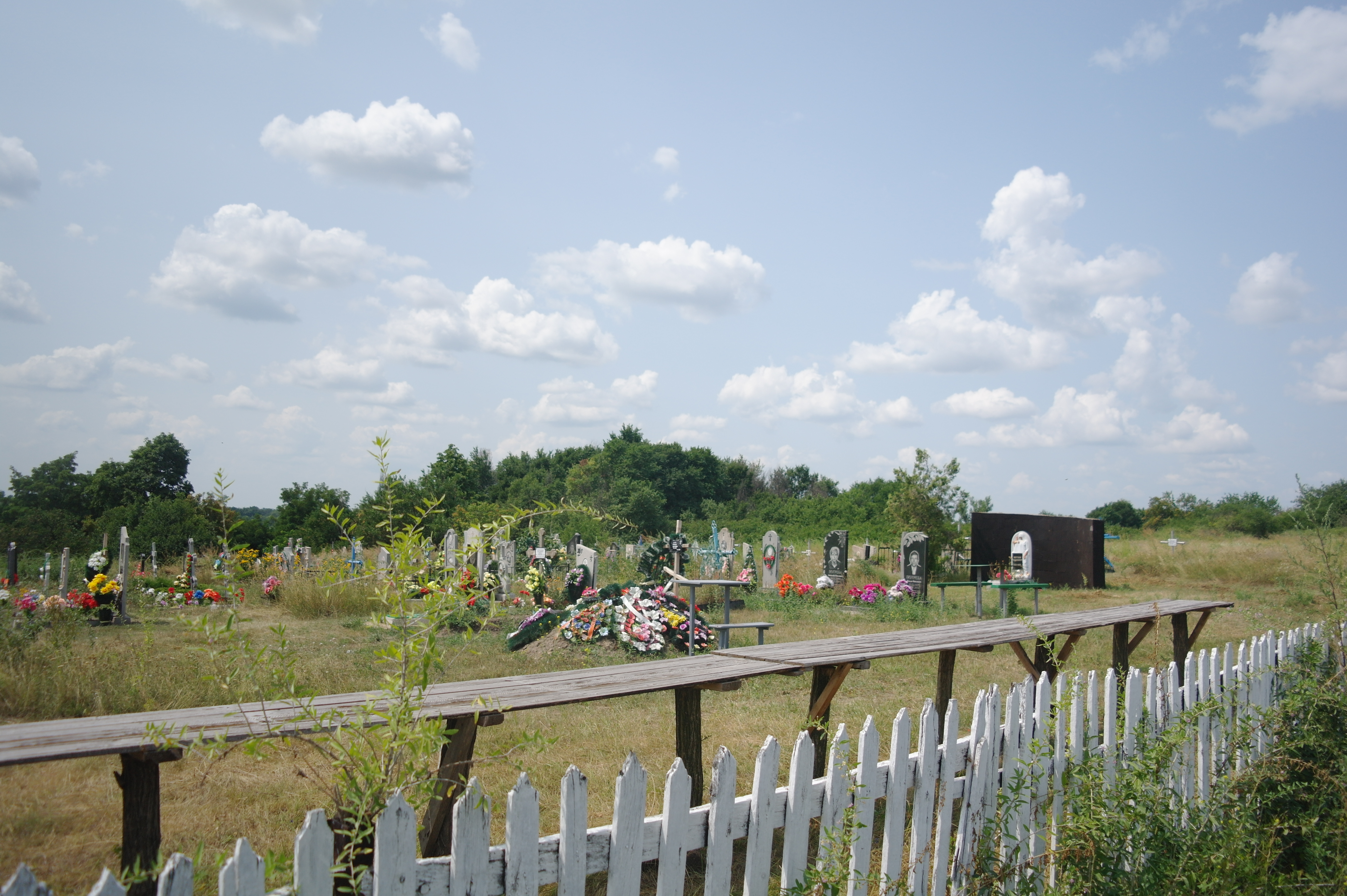
Кладбище
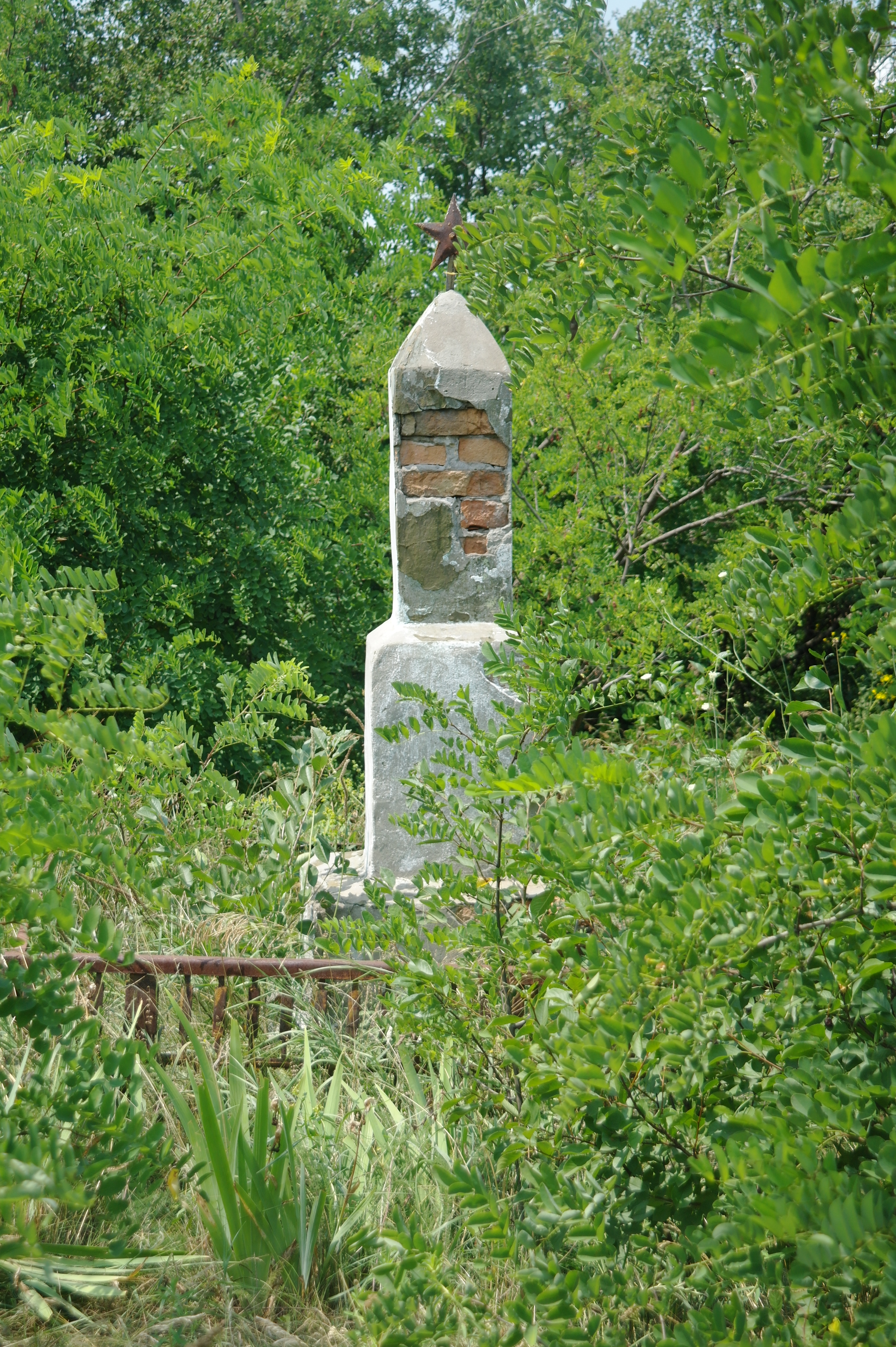
Памятник за селом
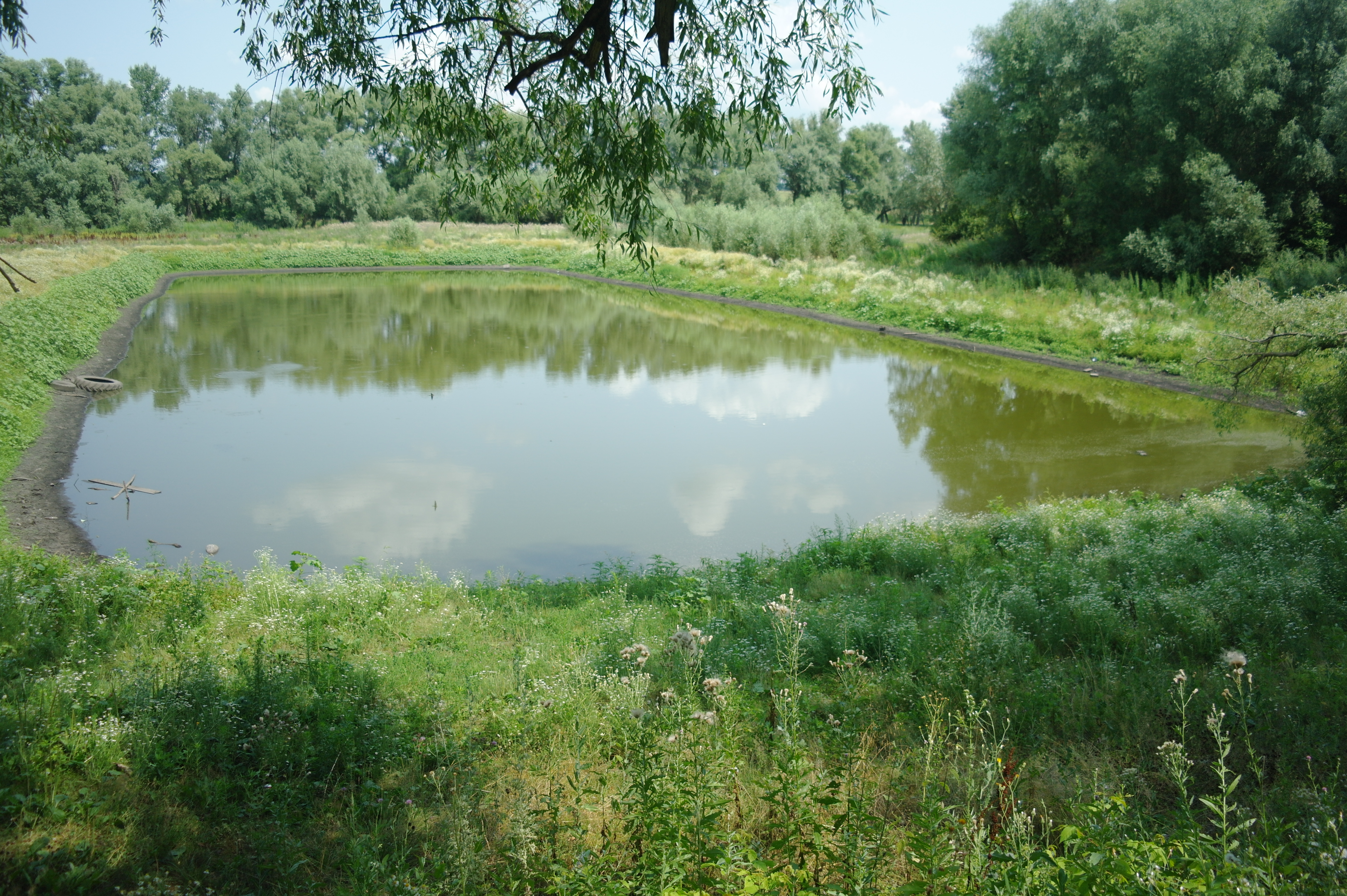
Пруд
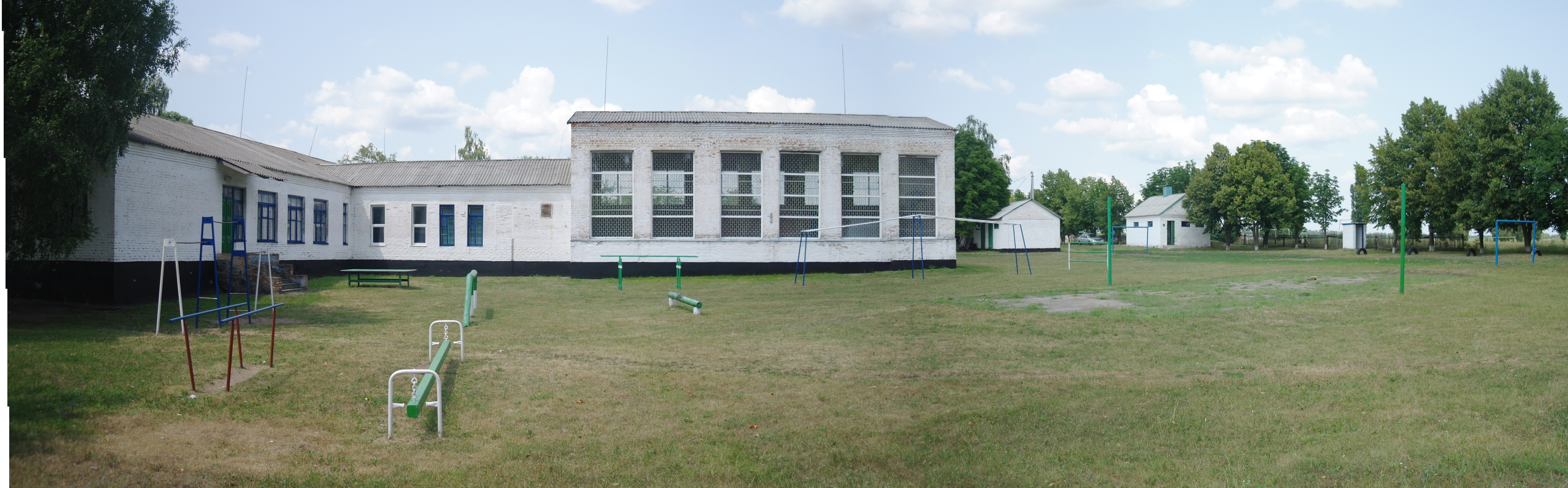
Панорама школы
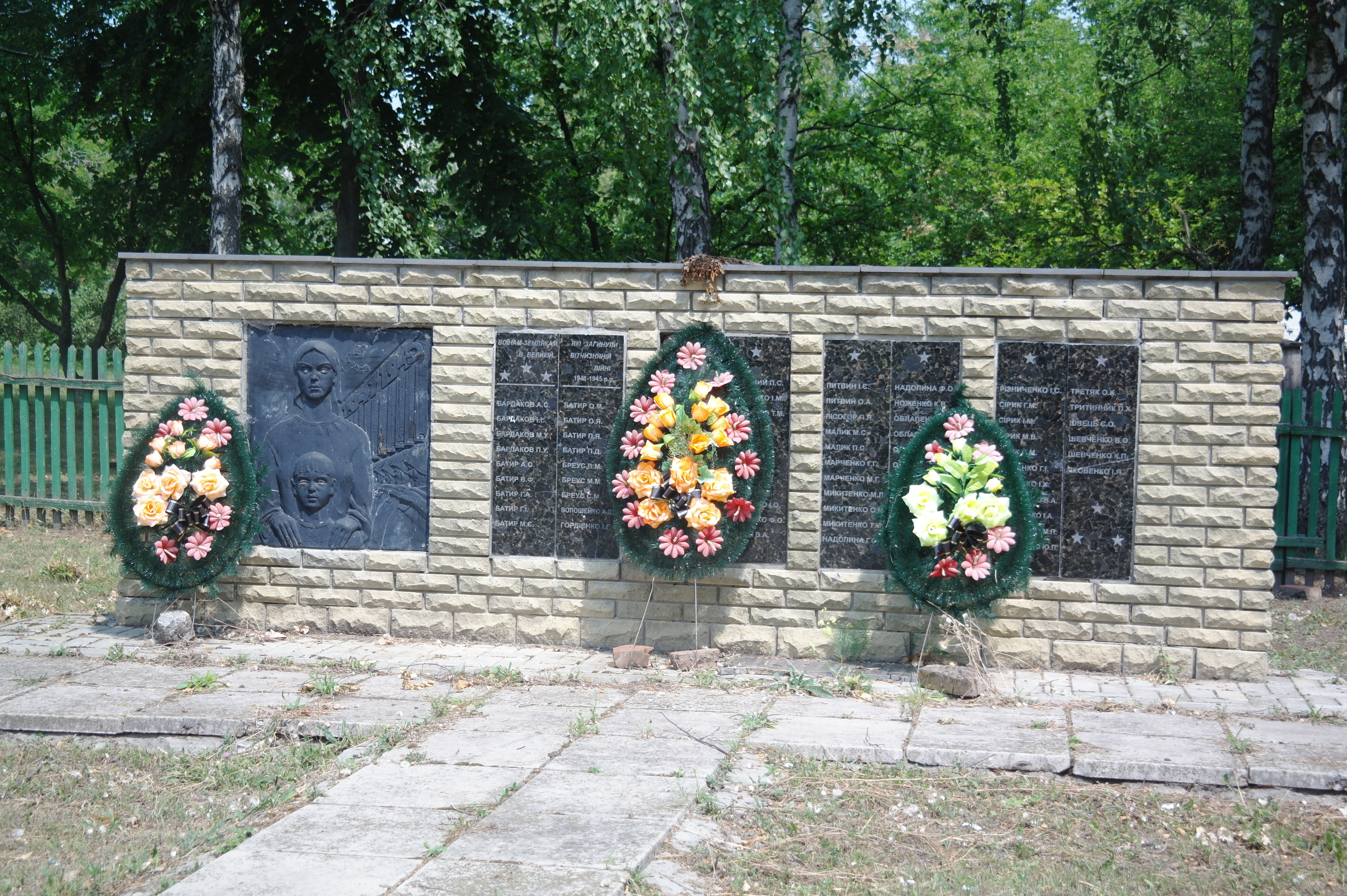
Памятник
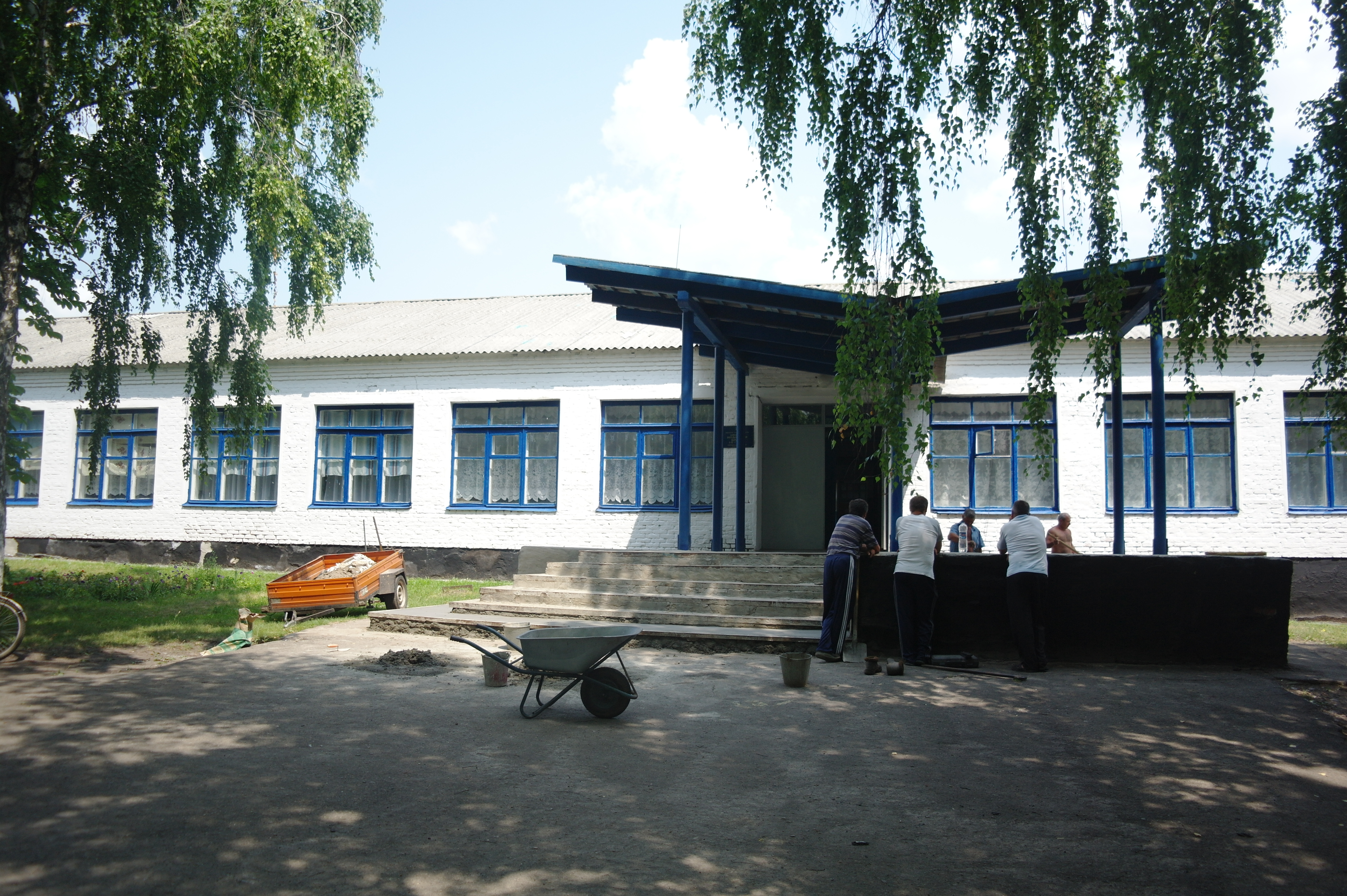
Школа (фасад)
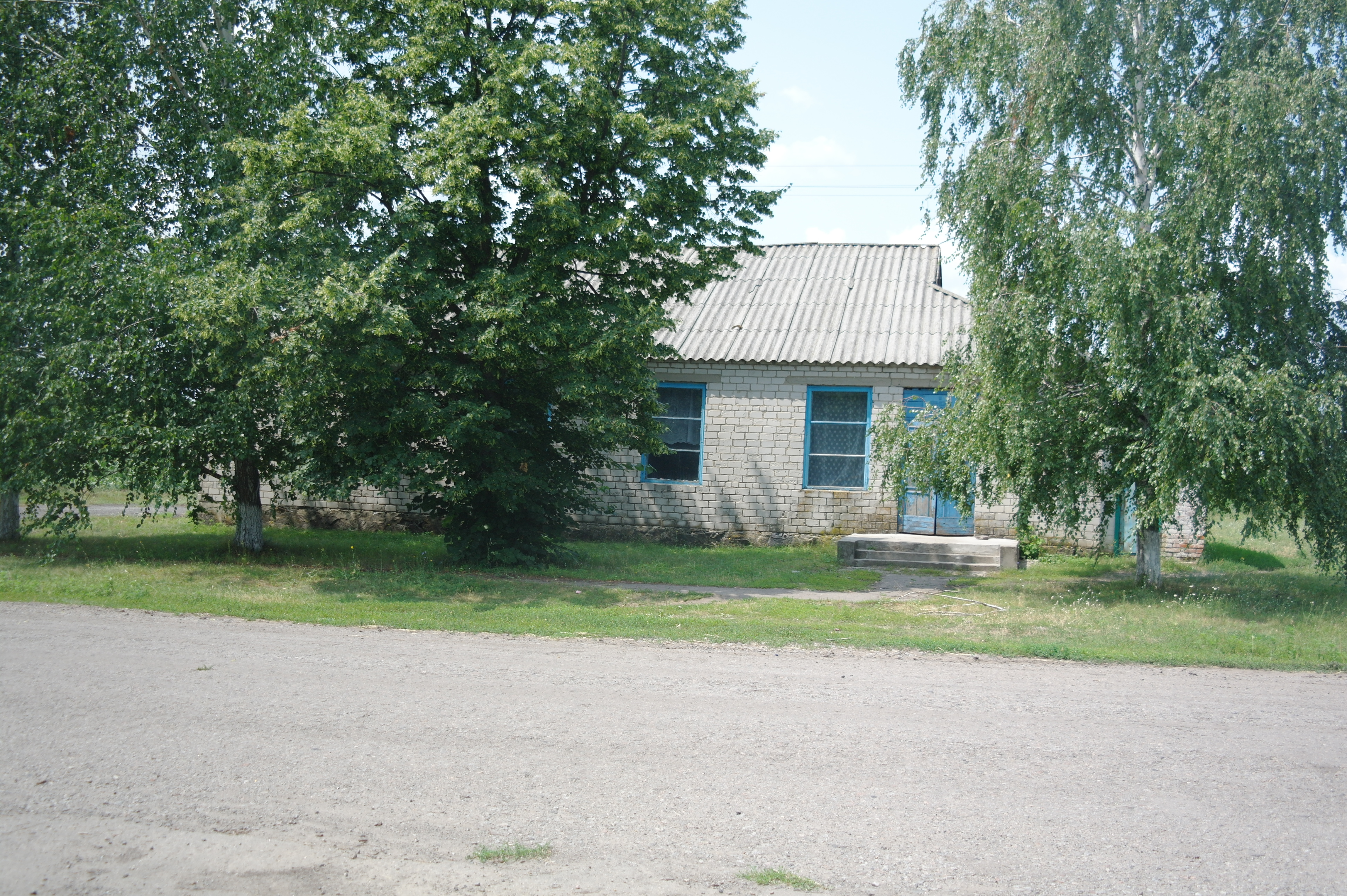
Клуб
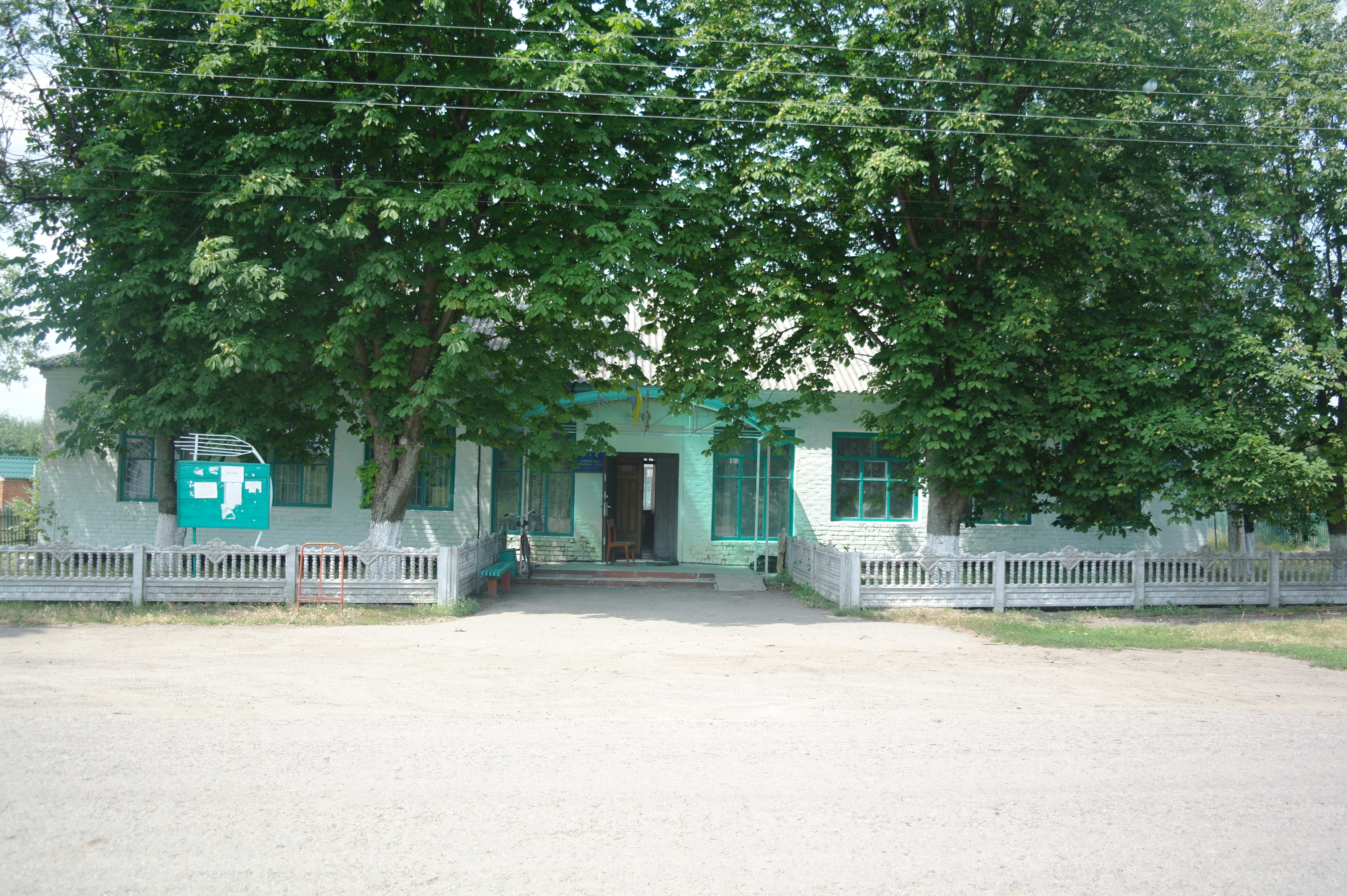
Сельская рада
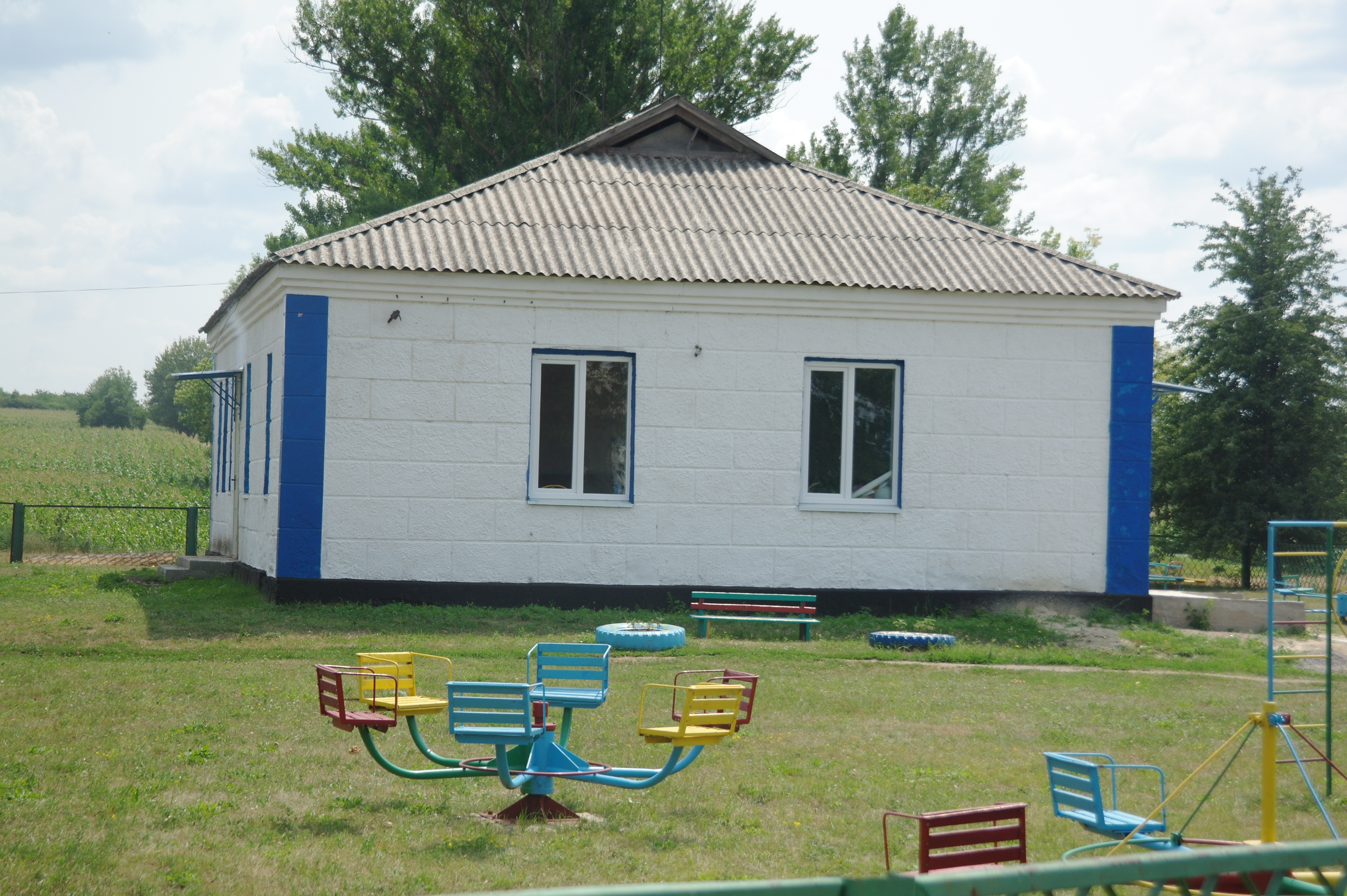
Детский сад
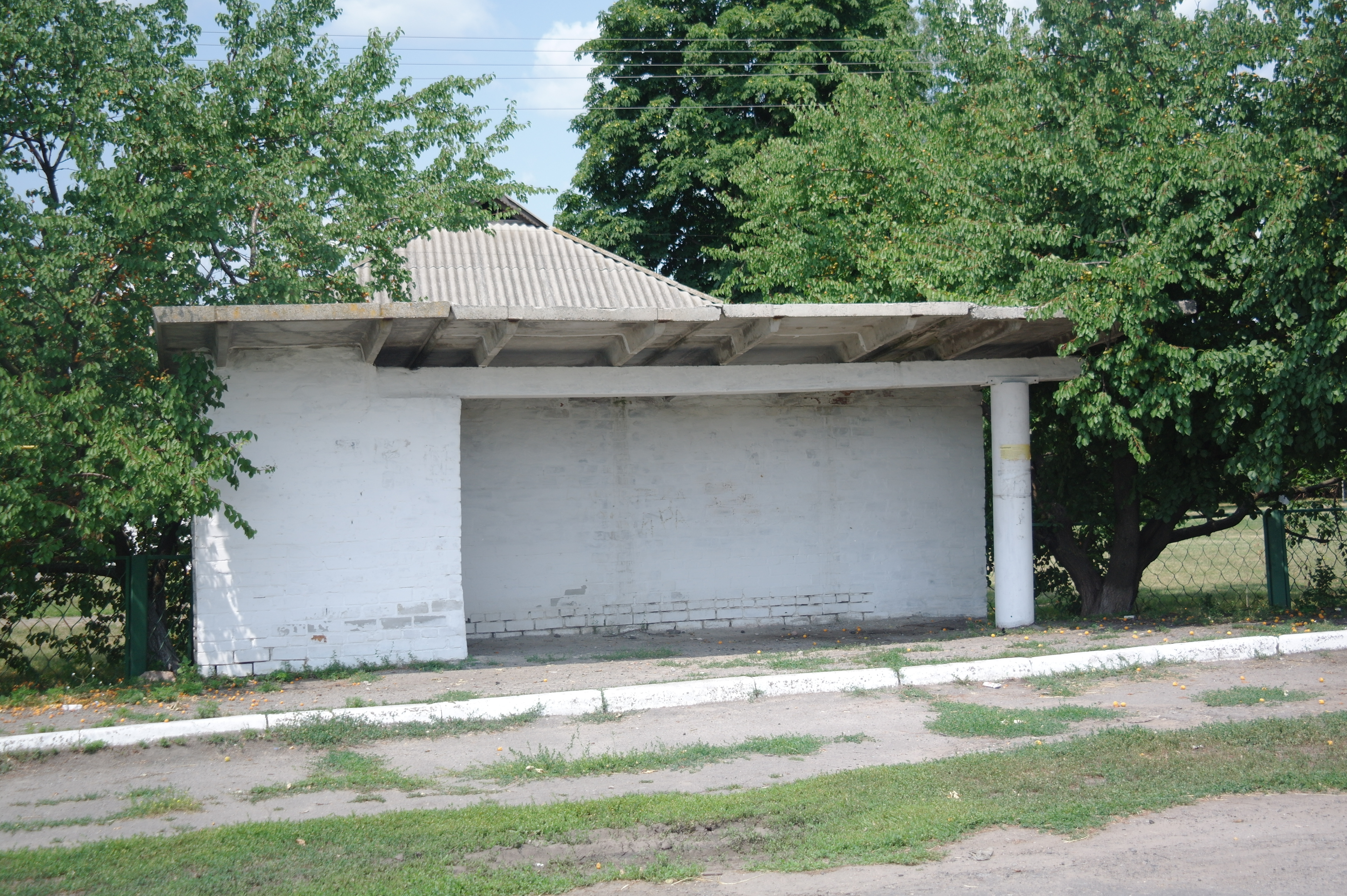
Остановка